# Еял Ерліх
Еял Ерліх (нар. 1 січня 1977) — колишній ізраїльський тенісист.
Найвищу одиночну позицію світового рейтингу — 144 місце досяг 15 вересня 1997 року.

## Фінали турнірів ATP за кар'єру

### Парний розряд: (1 поразка)
| Результат | Ранг | Дата     | Турнір             | Покриття | Партнер  | Суперники                      | Рахунок  |
| --------- | ---- | -------- | ------------------ | -------- | -------- | ------------------------------ | -------- |
| Поразка   | 1.   | Жов 1996 | Тель-Авів, Ізраїль | Тверде   | Ноам Бер | Маркос Ондруска Грант Стеффорд | 3–6, 2–6 |

## Титули на челленджерах

### Парний розряд: (3)
| Ранг | Рік  | Турнір               | Покриття | Партнер      | Суперники                      | Рахунок            |
| ---- | ---- | -------------------- | -------- | ------------ | ------------------------------ | ------------------ |
| 1.   | 1998 | Магдебург, Німеччина | Килим    | Мозе Наварра | Маркос Ондруска Кріс Вілкінсон | 4–6, 6–1, 6–4      |
| 2.   | 1998 | Єрусалим, Ізраїль    | Тверде   | Ноам Бер     | Невілл Годвін Девід Нейнкін    | W/O                |
| 3.   | 2000 | Стамбул, Туреччина   | Тверде   | Ноам Бер     | Вадим Куценко Олег Огородов    | 6–7(5–7), 6–3, 6–3 |